# Albert Covens
Albert Covens, né le 10 septembre 1938 à Deurne dans la province d'Anvers,, est un coureur cycliste belge.

## Biographie
En 1959, Albert Covens devient vice-champion de Belgique sur route chez les amateurs. L'année suivante, il s'impose notamment sur une étape de la Course de la Paix. Il évolue ensuite au niveau professionnel entre 1962 et 1966. Durant cette période, il s'illustre principalement dans des kermesses belges en obtenant quelques victoires et diverses places d'honneur. Il termine par ailleurs deuxième du championnat de Belgique de poursuite en 1963.

## Palmarès
- 1959
  - 2e du championnat de Belgique sur route amateurs
- 1960
  - 2e étape de la Course de la Paix
  - 3eb étape du Tour du Limbourg amateurs (contre-la-montre)
  - 2e du Tour du Limbourg amateurs
  - 3e de Gand-Wevelgem amateurs
- 1963
  - Boucles de la Lys
  - 1re étape d'À travers la Belgique
  - 2e du championnat de Belgique de poursuite